# Valentina Luz
Valentina Luz (Mandaguaçu, 3 de enero de 1997) es una modelo, performer y DJ brasileña.

## Biografía
Valentina estudió ballet clásico, fue deportista y formó parte de una banda de música en su ciudad natal, en el interior de Paraná, donde también asistió a sus primeras raves. Fan de Naomi Campbell, a los 19 años viajó a São Paulo para participar de un desfile del diseñador Ronaldo Fraga, en la Semana de la Moda de São Paulo. Comenzó a frecuentar el circuito de música electrónica y ganó destaque en la escena paulista bailando en las fiestas Mamba Negra, Odd y el festival Dekmantel. En 2018, participó en una sesión de fotos para la edición brasileña de Vogue y «expandió su trabajo musical al DJing» con un repertorio que incluye los géneros house music y funk carioca.

### Activismo
Valentina comprendió su sexualidad y su identidad de género en la infancia y pudo contar con el apoyo de su familia en el proceso de transición. Sin embargo, como mujer trans negra, experimentó «los prejuicios de primera mano desde una edad muy temprana», por lo que cree que es necesario luchar contra la transfobia. Es miembro de Coletividade Namíbia, un colectivo cultural formado por artistas negros LGBT, «figuras importantes del underground contemporáneo en São Paulo».